# Эрлих, Ойген
Ойген Эрлих (нем. Eugen Ehrlich; 14 сентября 1862, Черновцы — 2 мая 1922, Вена) — австрийский правовед и социолог. Считается одним из основателей социологии права. Хотя сам термин «социология права» впервые был введен Дионисио Анцилотти в 1892 году, Ойгену Эрлиху принадлежит первенство в распространении этого термина на отрасль научного знания, сформировавшуюся на «стыке» социологии и права. Наиболее значительное его произведение — «Основоположение социологии права» (1913 г.). Известен тем, что первый начал исследовать тему правового плюрализма. Это произошло после того, как он вернулся в Черновцы после начала Первой мировой войны.

## Биография
Эрлих родился в еврейской семье в Черновцах, которые в то время были частью Буковины — провинции Австро-Венгерской империи. Его отец, адвокат Симон Эрлих, происходил из Польши и в зрелом возрасте принял католицизм. Сам Евгений в 1890-х годах также принял католицизм.
Он изучал право во Львовском, а затем в Венском университетах, в 1886 г. получил степень доктора права, в 1895 г. габилитировался, преподавал и практиковал как юрист в Вене, прежде чем вернуться в Черновцы, чтобы преподавать там в университете — оплоте немецкой культуры на восточной окраине Австро-Венгерской империи. Он оставался в университете до конца своей преподавательской карьеры и был ректором в 1906—1907 гг. Во время беспорядков Первой мировой войны, когда Черновцы заняли русские войска, он переехал в Швейцарию, где имел большой авторитет, как среди студентов, так и среди своих коллег. После распада Австро-Венгерской империи и уступки Буковины Румынии, О. Эрлих был вынужден покинуть Черновцы по причине прекращения преподавания на немецком. Он умер от диабета в Вене, Австрия, в 1922 году.

## Концепция «живого права»
О. Эрлих считается основоположником концепции «живого права» и одним из основателей школы «свободного права». Будучи профессиональным юристом, Эрлих с самого начала выступил с резкой критикой юридического позитивизма и этатизма с позиций социологии права. Социология права, по Эрлиху, — отрасль, которая исследует право, опираясь на факты. К последним он относил обычаи, владение, господство и волеизъявление. Он рассматривал право как «живое право», которое спонтанно и естественно возникает в обществе. На формирование взглядов Эрлиха значительное влияние оказали как место жительства и обстоятельства его карьеры, так и его опыт и знание правовой культуры Буковины, где австрийское законодательство резко контрастировало с местными обычаями, по которым часто осуществлялась вся юридическая практика. Такое сосуществование двух «правовых систем», заставило его усомниться в трактовке понятия закона, предложенной такими теоретиками, как Ганс Кельзен. Он отмечал, что существующие правовые теории дают неадекватный взгляд на правовую реальность общества, признавая право только в виде суммы законов и уставов, значительная часть из которых не работает. Он провел различие между изложенными в уставах и уложениях юридическими нормами и «живыми» нормами-решениями, основанными на нормах поведения. Последние, согласно Эрлиху, на самом деле управляют жизнью в обществе и может рассматриваться в народном сознании, если не обязательно юристы, как закон. Например, коммерческое использование и пользовательские соглашения могут развиваться и быть признанным и уважаемым судами. Эрлих считал, что «живой закон», который регламентирует общественную жизнь может быть совершенно отличным от правовых норм, специально созданных для принятия решений судами. Такие нормы могут регулировать только споры тех, кто предстал перед судебным или иным официальным юридическим разбирательством. Законы самой жизни являются основой для рутинной структурирования социальных отношений. Их источник находится в разных видах общественных объединений, в которых люди сосуществуют, а суть их состоит не споре и судебных разбирательствах, а в установлении мира и сотрудничества. То, что считается законом зависит от того, какой орган существует, чтобы придать правовое значение тому, что он должен регулировать. Но не все нормы общественных объединений должны рассматриваться как «законы», по мнению Эрлиха. Правовые нормы отличаются от моральных или просто обычных норм, мощным чувством неприятия, которое обычно прикрепляются к их нарушению. Они, таким образом, с самого начала социально обусловлены как фундаментальные, лежащие в основании любого общества, в котором социальная позиция индивида (социальной группы)четко определена через совокупность прав и обязанностей по отношению к другим позициям (социальным статусам).